# Il vento sta cambiando
Il vento sta cambiando (Le vent tourne) è un film del 2018 diretto da Bettina Oberli.
È stato presentato in anteprima mondiale il 6 agosto 2018 al Festival di Locarno.